# 電子署名及び認証業務に関する法律
電子署名及び認証業務に関する法律（でんししょめいおよびにんしょうぎょうむにかんするほうりつ、平成12年5月31日法律第102号）は、電磁的記録（電子文書等）が、本人による一定の電子署名が行われているときに、真正に成立したものと推定されること等に関する日本の法律である。略称は電子署名法（でんししょめいほう）。
法令番号は平成12年法律第102号、2000年（平成12年）5月31日に公布された。2001年（平成13年）4月1日施行。

## 主務官庁
- 法務省民事局商事課

## 概要
「電子署名及び認証業務に関する法律に基づく特定認証業務の認定に係る指針」3条は、特定認証業務の認定を受けることができる電子署名方式として次の3つを指定する。
- RSA方式又はRSA-PSS方式で、2048bit以上
- ECDSA方式で、224bit以上
- DSA方式で、2048bit以上

## 構成
- 第1章 総則（第1条・第2条）
- 第2章 電磁的記録の真正な成立の推定（第3条）
- 第3章 特定認証業務の認定等
  - 第1節 特定認証業務の認定（第4条―第14条）
  - 第2節 外国における特定認証業務の認定（第15条・第16条）
- 第4章 指定調査機関等
  - 第1節 指定調査機関（第17条―第30条）
  - 第2節 承認調査機関（第31条・第32条）
- 第5章 雑則（第33条―第40条）
- 第6章 罰則（第41条―第47条）
- 附則